# Jyoti Kumari
Jyoti Kumari  (ca. 2005) es una estudiante india de Sirhulli, distrito rural de Darbhanga, en el estado de Bihar. Se convirtió en noticia después de haber recorrido en bicicleta unos 1200 km hasta llegar a su pueblo natal, durante el confinamiento por COVID-19 en India, llevando sentado detrás a su padre herido. Por ello, recibió un premio nacional al valor y desde Bollywood se ha pensado en hacer una película para narrar la historia.

## Biografía
Kumari nació sobre el 2005 en un pequeño pueblo llamado Sirhulli, distrito de Darbhanga, en el estado de Bihar. Su madre, Phoolo Devi, es cocinera en un anganwadi y su padre, Mohan Paswan, es conductor de un rickshaw eléctrico.
El 25 de marzo de 2020, India impone el confinamiento en un intento de contener la pandemia de COVID-19  Esto dio lugar a que decenas de millones de trabajadores migrantes desocupados decidieran volver a sus casas, donde tenían las redes de apoyo necesarias para cuidarse. Entre ellos estaba el padre de Kumari, conductor de rickshaw, que se había lesionado una pierna en un accidente y no podía caminar.
El gobierno de India había impuesto diferentes restricciones por zonas y, en las restricciones nacionales, se incluían los viajes con la suspensión de trayectos de autobús entre estados. Ellos estaban muy lejos de su hogar y Kumari propuso volver a casa en bicicleta. Así, con su último dinero, compraron una bicicleta de mujer y, pese a las dudas del padre, se pusieron en marcha el 8 de mayo de 2020
A su paso, los espectadores se sorprendían al ver un hombre sentado de pasajero en la bicicleta, mientras una chica mucho más pequeña pedaleaba. Aunque hicieron un viaje corto en un camión, pedalearon unos 150 km cada día. Alguna gente dice que quizás pudieron haber tenido más ayuda, pero aun así la ruta fue muy extensa y fue dada a conocer públicamente mientras viajaban a lo largo de 1200 km, desde Gurugram hasta Sirhulli. El viaje duró siete días.
Este acto de valentía fue elogiado por la Asesora del presidente de Estados Unidos, Ivanka Trump, y también por el Primer Ministro de India Narendra Modi. Muchos simpatizantes se congregaron ante su casa cuando se publicó la historia. La multitud fue criticada por no seguir las reglas de distanciamiento social impuestas, mientras le entregaban regalos.
A pesar de que le hicieron varias promesas de ayuda para sus estudios, Jyoti todavía no ha sido admitida en ningún colegio secundario.
A Kumari le han concedido en 2021, por su valentía en tiempos de pandemia, el premio Pradhan Mantri Rashtriya Bal Puraskar, que es el más alto honor civil de India para personas menores de 18 años.
También, Jyoti fue invitada a presentarse a las pruebas por la Federación de Ciclismo de India, ya que era una posible integrante para el equipo de ciclismo. El periódico The New York Times, en un reportaje sobre Jyoti, se refirió a ella como "la niña con corazón de león, inspirando a una nación" 

## Bollywood
La revista India Today informó que Jyoti interpretaría el papel principal de una película de Bollywood sobre su camino de regreso a casa con su padre enfermo. El viaje sería desde Gurugram, estado de Haryana, hasta Darbhanga, estado de Bihar, pero también incluiría incidentes inventados para completar la historia.